# Bellefontaine, Martinique
Bellefontaine är en ort och kommun i Martinique. Den ligger i den västra delen av Martinique, 12 km nordväst om huvudstaden Fort-de-France.